# Dryudella stigma
Dryudella stigma ist ein Hautflügler aus der Familie der Crabronidae. 

## Merkmale
Die Wespe erreicht eine Körperlänge von 7 bis 11 Millimetern (Weibchen) bzw. 6 bis 10 Millimetern (Männchen). Sie sehen Dryudella pinguis sehr ähnlich und besitzen eine schwer nachvollziehbare Merkmalskombination. Die Weibchen sind unter anderem an der abgerundeten Spitze des Clypeus erkennbar, bei den Männchen weist diese zu den Seitenteilen keine Winkel auf.

## Vorkommen
Die Art ist in Mittel- und Nordeuropa bis zum Polarkreis sowie in Asien bis in die Mongolei verbreitet. Sie besiedelt ausschließlich Gebiete mit Flugsand und trockene und temperaturbegünstigte Waldränder mit sandigen Böden. Die Tiere fliegen in einer Generation von Juni bis September. Die Art tritt im Süden sehr selten, im Norden selten auf.

## Lebensweise
Die sehr schnell fliegenden Weibchen legen ihre Nester in lockeren Gemeinschaften an. Das Nest ist etwa 10 Zentimeter tief und besteht aus ein bis drei hintereinander liegenden Zellen, die jeweils mit Sand abgetrennt sind. Es treten auch verzweigte Nester auf, die dann ähnlich wie bei Astata boops mehr Zellen haben können. Die Brut wird mit Larven und vermutlich auch Imagines von Schildwanzen der Gattungen Phimodera und Sciocoris versorgt. Die Eiablage erfolgt immer an der ersten Wanze in der Zelle. Männchen beobachten die Weibchen von nahe den Nestern befindlichen Sitzwarten und fliegen von dort nicht nur zur Paarung, sondern patrouillieren auch häufig nahe der Nester.

## Belege